# Your Song
〈Your Song〉은 영국의 음악가 엘튼 존에 의해 작곡되고 연주되는 곡으로 그의 오랜 동료인 버니 토핀이 가사를 가지고 있다. 그것은 원래 1970년 《Elton John》에 등장했다. 이 곡은 1970년 10월 미국에서 〈Take Me to the Pilot〉의 B 사이드로 발매되었다. 두 곡 모두 방송을 받았지만 디스크 자키들이 선호하는 〈Your Song〉은 A 사이드로 〈Take Me to the Pilot〉을 대체했고 결국 《빌보드》 차트에서 8위에 올랐다. 이 곡은 영국 싱글 차트에서 7위로 정점에 올랐으며, 몇몇 다른 나라에서 상위 10위권 안에 들었다.
〈Your Song〉은 1970년 3월에 미국의 록 밴드인 스리 도그 나이트에 의해 세 번째 스튜디오 음반인 《It Ain't Easy》에서 처음 발매되었다. 존은 그 밴드의 오프닝 공연이였고 그들이 그 곡을 녹음하도록 허락했다. 그들은 그 곡을 싱글로 발표하지 않았다. 왜냐하면 그들은 곧 다가올 예술가인 존이 그것을 가지고 놀게 하고 싶었기 때문이다.
1998년에 〈Your Song〉은 그래미 명예의 전당에 헌액되었다. 2004년에 이 노래는 《롤링 스톤》이 발표한 "역사상 가장 위대한 노래 500곡" 목록뿐만 아니라 2010년 리스트에도 137위에 올랐다. 존의 1990년 박스세트 음반 《To Be Continued...》에 데모 버전이 포함되어 있었다. 그의 노래는 2010년 말 영국 싱글 차트 2위에 오른 엘리 굴딩과 레이디 가가를 포함한 많은 가수들에 의해 다뤄졌다. 이 노래는 또한 영화 뮤지컬인 《물랑 루즈》에서 이완 맥그리거가 맡았다.
이 노래는 2018년 8월 9일 뉴욕에서 열린 공개 행사에서뿐만 아니라 회사 광고의 일부에서 광범위하게 선보이는 삼성 갤럭시 워치 홍보의 주 주제곡으로 사용되었다.

## 구성 및 영감
이 악기는 어쿠스틱 기타, 폴 버크마스터의 현악기 반주, 그리고 현악기 리듬 부분과 함께 존의 리언 러셀에 의해 만들어진 피아노 작품에 초점을 맞추고 있다.
그 가사는 무고한 사람의 낭만적인 생각을 표현한다. 존은 처음에 솔직한 사랑 노래 가사를 부른다. "It's a little bit funny this feeling inside / I'm not one of those who can easily hide / I don't have much money but boy if I did / I'd buy a big house where we both could live (좀 재미있네요, 내 안의 이런 감정 말이에요 / 난 쉽게 감출 수 있는 사람이 아니에요 / 내겐 돈이 별로 없지만 만약에 돈이 많았다면 / 우리 둘이 함께 살 수 있는 큰 집을 살 거에요)." 가끔 자기 비하 해설자가 자신의 감정을 표현하기 위해 더듬거릴 때가 있는데, 이는 멜로디컬 기기임에도 불구하고 올뮤직은 "효과적이고 달콤하다"고 부른다.
〈Your Song〉은 존의 1975년 음반 《Captain Fantastic and the Brown Dirt Cowboy》의 〈We All Fall in Love Sometimes〉에 영감을 주었다.

## 반응
〈Your Song〉은 발매 후와 그 이후 해에 비평가들로부터 찬사를 받았다. 발매된 《NME》에서 데릭 존슨은 "노래 자체가 빛을 발하고 이상하게 잊혀지지 않고, 점수가 매끄럽고, 섬세하며, 공연은 팝 아이돌에 새로운 시대를 보여주는 징후이다"라고 썼다. 올뮤직의 빌 자노비츠는 이 노래를 "완벽한 노래"라고 묘사했다.

## 인증
| 국가                                                            | 인증        | 판매량/출하량 |
| --------------------------------------------------------------- | ----------- | ------------- |
| 덴마크 (IFPI Danmark)                                           | 골드        | 45,000        |
| 이탈리아 (FIMI) sales since 2009                                | 골드        | 25,000        |
| 일본 (RIAJ) 1996 release                                        | 골드        | 50,000^       |
| 영국 (BPI) sales since 2008                                     | 플래티넘    | 600,000       |
| 미국 (RIAA)                                                     | 2× 플래티넘 | 2,000,000     |
| ^출하량을 기반으로 한 인증 · 판매량+스트리밍을 기반으로 한 인증 |             |               |